# Nowe Piekuty (gmina)
Nowe Piekuty (daw. gmina Piekuty) – gmina wiejska w Polsce w województwie podlaskim, w powiecie wysokomazowieckim. W latach 1975–1998 gmina administracyjnie należała do województwa łomżyńskiego.
Siedziba gminy to Nowe Piekuty.
Według danych z 30 czerwca 2004 gminę zamieszkiwało 4060 osób, a w 2010 już 4039 osób.

## Położenie
Gmina położona jest w południowo-zachodniej części województwa podlaskiego, we wschodniej części powiatu wysokomazowieckiego. Granicę wyznaczają następujące gminy: od północy Sokoły i Wysokie Mazowieckie, od zachodu Szepietowo, od wschodu Poświętne i od południa Brańsk. Siedziba gminy Nowe Piekuty zlokalizowana jest w południowej części gminy.

## Komunikacja
Przez obszar gminy przebiega droga wojewódzka nr 659 Topczewo – Hodyszewo – Nowe Piekuty – Dąbrówka Kościelna – do drogi krajowej nr 66 Zambrów – Wysokie Mazowieckie – Bielsk Podlaski – Połowce.

Przez północną część gminy przebiega zelektryfikowana linia kolejowa Warszawa – Białystok.

## Środowisko naturalne

### Klimat
Na terenie gminy dominuje klimat umiarkowany przejściowy z wpływem czynników kontynentalnych. Okres wegetacyjny roślin wynosi 200-210 dni w roku. Zimy zazwyczaj są mroźne i dość długie. Często na początku maja odnotowuje się przymrozki. Opady występują głównie od kwietnia do września (60%) z nasileniem w lipcu. Ilość opadów jest korzystna dla rozwoju rolnictwa.

### Przyroda
Gmina posiada ujęcie wody usytuowane w miejscowości Wierzbowizna, służące do zbiorowego zaopatrzenia w wodę pitną oraz gospodarczą. Drugie ujęcie wody znajduje się w Nowych Piekutach. Ujęcia są zabezpieczone przed zanieczyszczeniem, poprzez wytyczenie wokół nich pasów ochronnych.
Większość lasów na obszarze gminy należy do Lasów Państwowych. Z uwagi na duży udział gleb dobrych i bardzo dobrych potrzeby w zakresie dolesiania są niewielkie. Występują głównie lasy mieszane i sosnowe. Dominują dąb, olsza i sosna. Ochroną objęte są takie rośliny jak: wiąz szypułkowy (dorzecze Tłoczewki), topola biała (Kostry-Litwa), trzmielina pospolita (Hodyszewo), kalina koralowa (rzeczka Dzierża), dąb szypułkowy (Nowe Piekuty), widłaki oraz mchy siwe.
W gminie ochroną prawną objęte są cztery pomnikowe drzewa: lipa drobnolistna, jesion wyniosły, kasztanowiec znajdujące się w miejscowości Stokowisko oraz dąb szypułkowy w Hodyszewie.
Na obszarze gminy występuje co najmniej 217 gatunków zwierząt podlegających ochronie. Należą do nich: 180 gatunków ptaków lęgowych i przelotnych, 14 gatunków ssaków, 9 gatunków płazów, 4 gatunki gadów, 5 gatunków ryb, 5 gatunków owadów. Występują również: rzekotka drzewna (żabka drzewna), bocian biały, kuropatwa, zając, trzmiel łąkowy i trzmiel polny.

## Struktura powierzchni
Według danych z roku 2002 gmina Nowe Piekuty ma obszar 109,37 km², w tym:
- użytki rolne: 78%
- użytki leśne: 16%

Gmina stanowi 8,53% powierzchni powiatu.

## Demografia

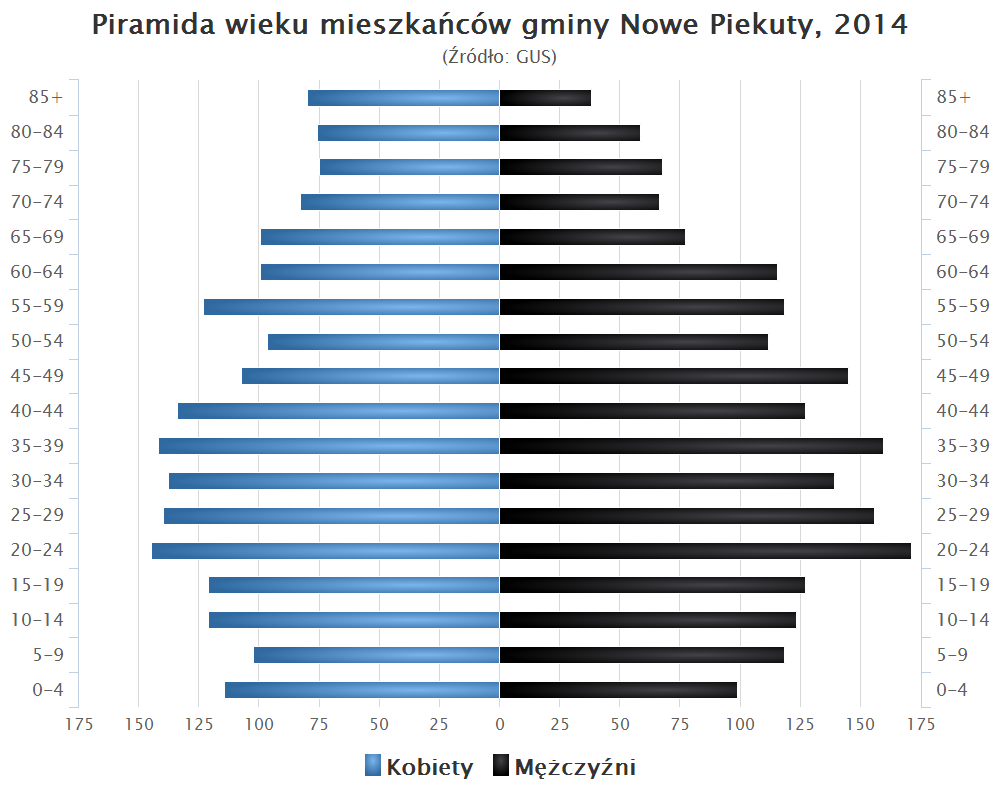
Piramida wieku mieszkańców gminy Nowe Piekuty w 2014 roku

Dane z 30 czerwca 2004:
| Opis                              | Ogółem | Ogółem | Kobiety | Kobiety | Mężczyźni | Mężczyźni |
| --------------------------------- | ------ | ------ | ------- | ------- | --------- | --------- |
| jednostka                         | osób   | %      | osób    | %       | osób      | %         |
| populacja                         | 4060   | 100    | 1969    | 48,5    | 2091      | 51,5      |
| gęstość zaludnienia (mieszk./km²) | 37,1   | 37,1   | 18      | 18      | 19,1      | 19,1      |

## Sołectwa
Hodyszewo, Jabłoń-Dąbrowa, Jabłoń-Dobki, Jabłoń-Jankowce, Jabłoń Kościelna, Jabłoń-Markowięta, Jabłoń-Piotrowce, Jabłoń-Spały, Jabłoń-Śliwowo, Jabłoń-Zambrowizna, Jabłoń-Zarzeckie, Jośki, Koboski, Kostry-Litwa, Kostry-Noski, Krasowo-Częstki, Krasowo-Siódmaki, Krasowo Wielkie, Krasowo-Wólka, Lendowo-Budy, Łopienie-Jeże, Łopienie-Szelągi, Łopienie-Zyski, Markowo-Wólka, Nowe Piekuty, Nowe Rzepki, Nowe Żochy, Piekuty-Urbany, Pruszanka Mała, Skłody Borowe, Skłody-Przyrusy, Stare Żochy, Stokowisko, Tłoczewo, Wierzbowizna.

## Sąsiednie gminy
Brańsk, Poświętne, Sokoły, Szepietowo, Wysokie Mazowieckie